# 포화 지방산

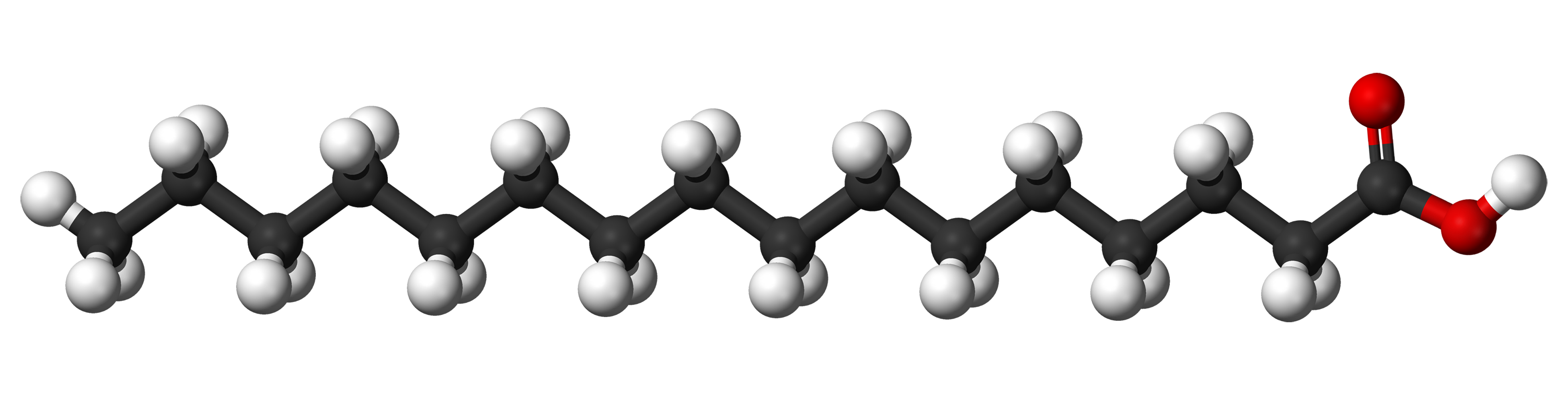
포화 지방산의 대표적인 예인 팔미트산의 입체 구조

포화 지방산(飽和脂肪酸, 영어: saturated fatty acid)은 지방산 사슬이 전부 또는 대부분 단일 결합을 가지고 있는 지방산이다. 포화 지방산을 가지고 있는 지방을 포화 지방이라고 한다. 지방은 글리세롤과 지방산으로 구성된 화합물이다. 지방은 탄소(C) 원자들의 긴 사슬로 만들어진다. 탄소 원자들은 단일 결합(−C−C−)으로 연결될 수도 있고, 이중 결합(−C=C−)으로 연결될 수도 있다. 이중 결합은 수소와 반응하여 단일 결합을 형성할 수도 있다. 두 번째 결합이 끊어지고, 결합의 각 절반이 수소 원자와 결합하기 때문에, 포화라고 불린다. 대부분의 동물성 지방은 포화 지방이다. 식물과 어류의 지방은 일반적으로 불포화 지방이다. 포화 지방은 불포화 지방보다 녹는점이 더 높으며, 실온에서 보통 고체이다. 반면, 불포화 지방은 실온에서 보통 액체이다. 포화 지방 및 불포화 지방은 둘 다 체온에서 액체이다.
지방의 종류에 따라 포화 지방과 불포화 지방의 비율이 다르다. 포화 지방의 함량이 높은 식품의 예로는 크림, 치즈, 버터, 기타 유제품 및 콜레스테롤을 함유한 지방이 많은 육류와 같은 동물성 지방 식품이 있다. 코코넛 기름 및 팜핵유와 같은 포화 지방의 함량이 높은 식물성 지방 식품도 존재한다. 피자, 유제품 디저트, 소시지와 같이 조리된 많은 음식들은 포화 지방의 함량이 높다.
세계보건기구(WHO)를 포함한 많은 의료 기구들이 발표한 지침들은 건강을 증진시키고 심혈관계 질환의 위험을 줄이기 위해 포화 지방의 섭취를 줄이는 것을 권고하고 있다. 많은 리뷰 기사들은 또한 포화 지방이 적은 식단을 권장하며, 이것이 심혈관계 질환, 당뇨병 또는 사망의 위험을 낮춰줄 것이라고 주장한다. 포화 지방과 심혈관계 질환이 밀접하게 관련되어 있다는 의학적인 의견이 지배적이긴 하지만, 소수의 리뷰들은 이러한 결론에 이의를 제기하고 있다.

## 지방의 개요
포화 지방산은 영양성분표에 표시되지만, 포화 지방산들의 비율은 식품마다 다르다. 라우르산과 미리스트산은 "열대" 기름(예: 팜핵유, 코코넛 기름) 및 유제품에서 가장 흔하게 발견된다. 육류, 달걀, 카카오, 견과류의 포화 지방은 주로 팔미트산과 스테아르산의 트라이글리세라이드이다.
| 식품        | 라우르산 | 미리스트산 | 팔미트산 | 스테아르산 |
| ----------- | -------- | ---------- | -------- | ---------- |
| 코코넛 기름 | 47%      | 18%        | 9%       | 3%         |
| 팜핵유      | 48%      | 1%         | 44%      | 5%         |
| 버터        | 3%       | 11%        | 29%      | 13%        |
| 간 쇠고기   | 0%       | 4%         | 26%      | 15%        |
| 연어        | 0%       | 1%         | 29%      | 3%         |
| 달걀 노른자 | 0%       | 0.3%       | 27%      | 10%        |
| 캐슈        | 2%       | 1%         | 10%      | 7%         |
| 콩기름      | 0%       | 0%         | 11%      | 4%         |

## 포화 지방산의 예
포화 지방산의 일반적인 예는 다음과 같다.
- 뷰티르산은 4개의 탄소 원자들로 구성되어 있다(버터에 함유).
- 라우르산은 12개의 탄소 원자들로 구성되어 있다(코코넛 기름, 팜핵유, 모유에 함유).
- 미리스트산은 14개의 탄소 원자들로 구성되어 있다(우유와 유제품에 함유).
- 팔미트산은 16개의 탄소 원자들로 구성되어 있다(팜유와 육류에 함유).
- 스테아르산은 18개의 탄소 원자들로 구성되어 있다(육류와 카카오 버터에 함유).

| 일반명             | 계통명               | 구조식         | 지질 번호 |
| ------------------ | -------------------- | -------------- | --------- |
| 뷰티르산           | 부탄산               | CH3(CH2)2COOH  | C4:0      |
| 발레르산           | 펜탄산               | CH3(CH2)3COOH  | C5:0      |
| 카프로산           | 헥산산               | CH3(CH2)4COOH  | C6:0      |
| 에난트산           | 헵탄산               | CH3(CH2)5COOH  | C7:0      |
| 카프릴산           | 옥탄산               | CH3(CH2)6COOH  | C8:0      |
| 펠라르곤산         | 노난산               | CH3(CH2)7COOH  | C9:0      |
| 카프르산           | 데칸산               | CH3(CH2)8COOH  | C10:0     |
| 운데실산           | 운데칸산             | CH3(CH2)9COOH  | C11:0     |
| 라우르산           | 도데칸산             | CH3(CH2)10COOH | C12:0     |
| 트라이데실산       | 트라이데칸산         | CH3(CH2)11COOH | C13:0     |
| 미리스트산         | 테트라데칸산         | CH3(CH2)12COOH | C14:0     |
| 펜타데실산         | 펜타데칸산           | CH3(CH2)13COOH | C15:0     |
| 팔미트산           | 헥사데칸산           | CH3(CH2)14COOH | C16:0     |
| 마르가르산         | 헵타데칸산           | CH3(CH2)15COOH | C17:0     |
| 스테아르산         | 옥타데칸산           | CH3(CH2)16COOH | C18:0     |
| 노나데실산         | 노나데칸산           | CH3(CH2)17COOH | C19:0     |
| 아라키드산         | 에이코산산           | CH3(CH2)18COOH | C20:0     |
| 헨에이코실산       | 헨에이코산산         | CH3(CH2)19COOH | C21:0     |
| 베헨산             | 도코산산             | CH3(CH2)20COOH | C22:0     |
| 트라이코실산       | 트라이코산산         | CH3(CH2)21COOH | C23:0     |
| 리그노세르산       | 테트라코산산         | CH3(CH2)22COOH | C24:0     |
| 펜타코실산         | 펜타코산산           | CH3(CH2)23COOH | C25:0     |
| 세로트산           | 헥사코산산           | CH3(CH2)24COOH | C26:0     |
| 카보세르산         | 헵타코산산           | CH3(CH2)25COOH | C27:0     |
| 몬탄산             | 옥타코산산           | CH3(CH2)26COOH | C28:0     |
| 노나코실산         | 노나코산산           | CH3(CH2)27COOH | C29:0     |
| 멜리스산           | 트라이아콘탄산       | CH3(CH2)28COOH | C30:0     |
| 헨트라이아콘틸산   | 헨트라이아콘탄산     | CH3(CH2)29COOH | C31:0     |
| 라세로산           | 도트라이아콘탄산     | CH3(CH2)30COOH | C32:0     |
| 프실산             | 트라이트라이아콘탄산 | CH3(CH2)31COOH | C33:0     |
| 게드산             | 테트라트라이아콘탄산 | CH3(CH2)32COOH | C34:0     |
| 세로플라스트산     | 펜타트라이아콘탄산   | CH3(CH2)33COOH | C35:0     |
| 헥사트라이아콘틸산 | 헥사트라이아콘탄산   | CH3(CH2)34COOH | C36:0     |
| 헵타트라이아콘틸산 | 헵타트라이아콘탄산   | CH3(CH2)35COOH | C37:0     |
| 옥타트라이아콘틸산 | 옥타트라이아콘탄산   | CH3(CH2)36COOH | C38:0     |
| 노나트라이아콘틸산 | 노나트라이아콘탄산   | CH3(CH2)37COOH | C39:0     |
| 테트라콘틸산       | 테트라콘탄산         | CH3(CH2)38COOH | C40:0     |

| 음식                                               | 포화 지방산                 | 단일불포화 지방산           | 다불포화 지방산             |
| 음식                                               | 전체 지방 중 질량 백분율(%) | 전체 지방 중 질량 백분율(%) | 전체 지방 중 질량 백분율(%) |
| 식용유                                             | 식용유                      | 식용유                      | 식용유                      |
| -------------------------------------------------- | --------------------------- | --------------------------- | --------------------------- |
| 카놀라유                                           | 08                          | 64                          | 28                          |
| 코코넛기름                                         | 87                          | 13                          | 00                          |
| 옥수수기름                                         | 13                          | 24                          | 59                          |
| 면실유                                             | 27                          | 19                          | 54                          |
| 올리브유                                           | 14                          | 73                          | 11                          |
| 팜핵유                                             | 86                          | 12                          | 02                          |
| 팜유                                               | 51                          | 39                          | 10                          |
| 땅콩기름                                           | 17                          | 46                          | 32                          |
| 겨기름                                             | 25                          | 38                          | 37                          |
| 홍화유, 올레산                                     | 06                          | 75                          | 14                          |
| 홍화유, 리놀레산                                   | 06                          | 14                          | 75                          |
| 콩기름                                             | 15                          | 24                          | 58                          |
| 해바라기씨유                                       | 11                          | 20                          | 69                          |
| 겨자기름                                           | 11                          | 59                          | 21                          |
| 유제품                                             |                             |                             |                             |
| 유지방                                             | 66                          | 30                          | 04                          |
| 일반 치즈                                          | 64                          | 29                          | 03                          |
| 저지방 치즈                                        | 60                          | 30                          | 00                          |
| 일반 아이스크림                                    | 62                          | 29                          | 04                          |
| 저지방 아이스크림                                  | 62                          | 29                          | 04                          |
| 전유                                               | 62                          | 28                          | 04                          |
| 우유, 2%                                           | 62                          | 30                          | 00                          |
| *휘핑 크림                                         | 66                          | 26                          | 05                          |
| 육류                                               |                             |                             |                             |
| 쇠고기                                             | 33                          | 38                          | 05                          |
| 소 등심                                            | 38                          | 44                          | 04                          |
| 돼지 갈비살                                        | 35                          | 44                          | 08                          |
| 햄                                                 | 35                          | 49                          | 16                          |
| 닭 가스살                                          | 29                          | 34                          | 21                          |
| 닭고기                                             | 34                          | 23                          | 30                          |
| 칠면조 가슴살                                      | 30                          | 20                          | 30                          |
| 칠면조 다리                                        | 32                          | 22                          | 30                          |
| 생선, 오렌지 러피                                  | 23                          | 15                          | 46                          |
| 연어                                               | 28                          | 33                          | 28                          |
| 핫도그, 소고기                                     | 42                          | 48                          | 05                          |
| 핫도그, 칠면조                                     | 28                          | 40                          | 22                          |
| 햄버거                                             | 36                          | 44                          | 06                          |
| 치즈버거                                           | 43                          | 40                          | 07                          |
| 빵가루 입힌 치킨 샌드위치                          | 20                          | 39                          | 32                          |
| 구운 치킨 샌드위치                                 | 26                          | 42                          | 20                          |
| 폴리쉬 소시지                                      | 37                          | 46                          | 11                          |
| 칠면조 소시지                                      | 28                          | 40                          | 22                          |
| 소시지 피자                                        | 41                          | 32                          | 20                          |
| 치즈 피자                                          | 60                          | 28                          | 05                          |
| 견과류                                             |                             |                             |                             |
| 볶은 아몬드                                        | 09                          | 65                          | 21                          |
| 볶은 캐슈                                          | 20                          | 59                          | 17                          |
| 볶은 마카다미아                                    | 15                          | 79                          | 02                          |
| 볶은 땅콩                                          | 14                          | 50                          | 31                          |
| 볶은 피칸                                          | 08                          | 62                          | 25                          |
| 아마                                               | 08                          | 23                          | 65                          |
| 참깨                                               | 14                          | 38                          | 44                          |
| 콩                                                 | 14                          | 22                          | 57                          |
| 해바라기씨                                         | 11                          | 19                          | 66                          |
| 볶은 호두                                          | 09                          | 23                          | 63                          |
| 과자 및 빵류                                       |                             |                             |                             |
| 캔디, 초콜릿 바                                    | 59                          | 33                          | 03                          |
| 과일맛 캔디                                        | 14                          | 44                          | 38                          |
| 오트밀 건포도 쿠키                                 | 22                          | 47                          | 27                          |
| 초콜릿 칩 쿠키                                     | 35                          | 42                          | 18                          |
| 케이크                                             | 60                          | 25                          | 10                          |
| 데니쉬 페이스트리                                  | 50                          | 31                          | 14                          |
| 식탁에 또는 요리 중에 첨가되는 지방                |                             |                             |                             |
| 버터, 스틱                                         | 63                          | 29                          | 03                          |
| 버터, 휘프트                                       | 62                          | 29                          | 04                          |
| 마가린, 스틱                                       | 18                          | 39                          | 39                          |
| 마가린, 통                                         | 16                          | 33                          | 49                          |
| 마가린, 가벼운 통                                  | 19                          | 46                          | 33                          |
| 라드                                               | 39                          | 45                          | 11                          |
| 쇼트닝                                             | 25                          | 45                          | 26                          |
| 닭고기 지방                                        | 30                          | 45                          | 21                          |
| 쇠고기 지방                                        | 41                          | 43                          | 03                          |
| 거위고기 지방                                      | 33                          | 55                          | 11                          |
| 드레싱, 블루 치즈                                  | 16                          | 54                          | 25                          |
| 드레싱, 라이트 이탈리안                            | 14                          | 24                          | 58                          |
| 기타                                               |                             |                             |                             |
| 달걀 노른자 지방                                   | 36                          | 44                          | 16                          |
| 아보카도                                           | 16                          | 71                          | 13                          |
| 표에 특별히 명시되지 않은 경우 참조는 다음과 같다. |                             |                             |                             |
| * 3%는 트랜스 지방이다.                            |                             |                             |                             |

## 질병과의 관련성

### 심혈관계 질환
포화 지방의 섭취, 혈중 콜레스테롤 수치, 그리고 심혈관계 질환의 유행 간에는 강한, 일관된, 등급화된 관계가 존재한다. 이러한 관계는 인과 관계로 받아들여진다.
미국 영양 및 식이요법학 학회, 영국 영양학 협회, 미국 심장 협회, 세계 심장 연합, 영국 국민 건강 서비스, 등과 같은 많은 보건 당국들은 포화 지방이 심혈관계 질환의 위험인자라고 조언한다. 2015년 5월에 세계보건기구는 포화 지방에서 불포화 지방으로 바꿀 것을 권장하였다.
미국 심장 협회의 무작위 통제 임상시험에 의한 2017년 리뷰에 따르면 포화 지방의 섭취를 줄이고 단일불포화 지방 및 다불포화 지방으로 대체하면 혈중 콜레스테롤을 정상 한계 이내로 유지하기 위한 스타틴(Statin) 치료에 의해 달성되는 것과 유사하게 심혈관계 질환을 약 30% 줄일 수 있다.
무작위 통제 시험의 또 다른 2017년 리뷰에 따르면 포화 지방을 대부분 n-6 다불포화 지방으로 대체하는 것이 관상동맥 심장 질환 및 이로 인한 사망률 또는 총 사망률을 감소시킬 가능성이 낮다는 결론을 내렸다.
이는 과거 지방산의 식이 섭취에 대한 관찰 연구, 혈액 내의 측정된 지방산 농도에 대한 관찰 연구, 다불포화 지방 보충에 대한 중재 연구 등을 검토한 2014년의 리뷰에서 '긴 사슬 오메가-3 다불포화 지방산 및 긴 사슬 오메가-6 다불포화 지방산의 많은 소비를 촉진하고 전체 포화 지방산의 섭취를 줄일 것을 제안하는 심혈관계 지침을 지지하지 않는다'는 결론을 많은 현대 연구결과가 더 이상 지지하지 않는다는 것을 의미한다. 또한 이는 2015년의 리뷰에서의  '포화 지방 섭취와 심장 질환, 뇌졸중 또는 당뇨병의 위험 사이의 연관성은 발견되지 않았다. 그러나 이 연구는 단지 관찰 연구만을 했기 때문에 원인과 결과를 판단하는 데 사용할 수 없다.'는 맥락의 결과에서처럼 최근의 연구결과가 체계적인 검토 및 메타 분석을 설계함으로써 이전 리뷰를 보완하고 있음을 시사한다. 또한 미국 심장 협회는 임상시험과 달리, 이러한 코호트 연구는 포화 지방을 덜 섭취하는 사람들을 위한 대체 주영양소로 탄수화물의 섭취를 통제하기가 더 어렵다고 지적했지만 이후의 최근 연구결과가 체계적인 검토 및 메타 분석을 광범위하고 보다 정밀하게 설계함으로써 이전 리뷰를 보완한 결과들에서 연구자들은 지속적으로  특히 초기에 건강한 사람들에 대한 더 많은 연구가 필요하다는 것을 인식하고있다. 이러한 리뷰에서 잠재적인 약점으로 인해 전문가들은 사람들이 포화 지방의 섭취를 줄이기 위해 현재의 지침을 지킬 것을 권장하기도 한다. 그러나 최근 연구결과들은 포화지방산의 섭취비율에서 불포화지방산이나 식물성 단백질의 대체비율이 증가했을 때 관상동맥 심장질환을 효율면에서 이를 현저히 개선한다는 보다 포괄적이고 향상된 맥락의 권고를 제안하고 있다.
| 불포화지방산의 국제 권장사항에 대한 글로벌 컨소시엄,2019 | 주요 불포화 지방산 식이 섭취의 오메가-6 지방산은 심혈관 질환의 높은 위험과의 관련이 없고 심혈관 질환의 위험을 낮추는 것과 관련이 있다. |
| 미국 심장 협회, 2017                                     | 심혈관계 질환(CVD)은 2013년에 전세계 사망자의 31.5%에 해당하는 연간 1,730만명의 사망자를 차지하는 세계 주요 사망 원인이다. 2014년에 미국에서 약 808,000명이 심장 질환, 뇌졸중 및 기타 심혈관계 질환으로 사망했는 데, 이는 3명 중 1명 꼴이다. 포화 지방의 섭취를 줄이고 이를 단일 불포화 식물성 기름 및 다중불포화 식물성 기름으로 대체하면 스타틴 처리에 의한 감소와 유사하게 심혈관계 질환이 약 30% 감소했다. |
| 디니콜안토니오, 2016                                     | 많은 증거들은 관상동맥 심장 질환(CHD)에서 병인학적으로 포화 지방산보다 설탕을 더 섭취한 것이 원인이라고 암시하고 있다. 이에 포화 지방을 줄이기 위한 권고에서 벗어나 설탕을 피하기 위한 권고로 방향을 바꿀 것을 촉구한다. |
| 하콤비, 2015                                             | 혈장 콜레스테롤의 감소가 관찰되었음에도 불구하고 포화 지방을 다불포화 지방으로 대체했을 때 관상동맥 심장 질환 및 모든 원인 사망률의 감소는 관찰되지 않았다. |
| 데 소우자, 2015                                          | 포화 지방은 모든 원인 사망률, 심혈관계 질환, 관상동맥 심장 질환, 허혈성 뇌졸중 또는 제2형 당뇨병과 관련이 없지만, 증거는 방법론적 한계로 여러 다른 종류로 이루어져 있다. |
| 슈바브, 2014                                             | 포화 지방을 다불포화 지방으로 부분적으로 대체하면 특히 남성에서 심혈관계 질환의 위험이 감소한다는 확실한 증거가 있다. |
| 초두리, 2014                                             | 포화 지방 섭취량이 많은 것은 관상동맥 질환에 아무런 영향을 미치지 않았다. 이러한 증거는 다불포화 지방산의 많은 섭취와 총 포화 지방의 적은 섭취를 장려하는 심혈관계 지침을 명확하게 지지하지 않았다. |
| 후퍼, 2012                                               | 식단에서 포화 지방을 줄였을 때 심혈관계 질환의 위험을 14% 감소시켰지만, 사망률을 낮추진 못했다. |
| 미샤, 2010                                               | 사람에 대한 연구의 일관된 증거에 기초하여 포화 지방을 다불포화 지방으로 대체하면 5%의 에너지 대체에 대해 약 10%의 위험 감소와 함께 관상동맥 질환의 위험을 완만하게 낮춘다. 포화 지방산을 탄수화물로 대체하는 것은 아무런 이점이 없으며, 포화 지방산을 단일불포화 지방으로 대체하는 것은 불확실한 영향을 미친다.                                                                                                |
| 모자파리안, 2010                                         | 이러한 연구 결과는 포화 지방산 대신에 다불포화 지방산을 섭취하는 것이 무작위 대조 실험에서 관상동맥 심장 질환을 감소시킨다는 증거를 제공한다. 칼로리의 백분율로 포화 지방산을 다불포화 지방산으로 대체하면 관상동맥 심장 질환으로 인한 사망률이 크게 감소한다. |
| 시리-타리노, 2010                                        | 347,747명의 피험자들을 5~23년 동안 추적 관찰한 결과, 11,006명이 관상동맥 심장 질환 또는 뇌졸중으로 발전했다. 전향적 역학 연구의 메타 분석에 따르면 포화 지방이 관상동맥 심장 질환 또는 심혈관계 질환의 위험 증가와 관련이 있다는 결론에 대한 중요한 증거가 없다는 것을 보여주었다. |
| 다네이, 2009                                             | 적은 양의 다불포화 지방산의 섭취는 허혈성 심장 질환의 위험성이 1~5% 증가한다. |
| 멘테, 2009                                               | 단일 영양소 무작위 대조 시험은 포화 지방산의 섭취를 줄이는 것이 관상동맥 심장 질환의 위험을 낮출 수 있는지 여부를 아직 평가하지 않았다. 다불포화 지방산의 섭취의 경우, 대부분의 무작위 대조 시험은 충분한 동력을 얻지 못하고 관상동맥 심장 질환의 현저한 감소를 발견하지 못했다. |
| 스키프, 2009                                             | 포화 지방산의 섭취는 관상동맥 심장 질환 사망률과 유의미한 관련이 없었으며 RR은 1.14였다. 다불포화 지방산의 섭취는 관상동맥 심장 질환 사망률과 크게 관련되어 있었으며, RR은 1.25였다. 건강 전문가들의 후속 연구 및 EUROASPIRE 연구 결과는 총 다불포화 지방산의 결과와 유사했다. 리놀레산의 섭취는 관상동맥 심장 질환과 상당히 관련이 있었다.                                                                    |
| 야콥센, 2009                                             | 협회는 포화 지방산을 단일불포화 지방산 또는 탄수화물보다는 다불포화 지방산으로 대체하는 것이 광범위한 섭취에서 관상동맥 심장 질환을 막을 수 있다고 제안한다. |
| 반 호른, 2008                                            | 25-35% 지방이지만 7% 이하의 포화 지방산 및 트랜스 지방산은 위험을 감소시킨다. |

이러한 많은 연구에서 포화 지방 대신에 다불포화 지방을 섭취하는 것이 심혈관계 질환 예방에 더 유리한 것으로 밝혀졌다. 또한 단일불포화 지방 또는 탄수화물을 대체하는 것의 효과는 불분명하다는 연구 결과 보다는 지속적이고 체계적인 연구보고에서 불포화 지방산이나 식물성 단백질등으로의 대체비율에서의 섭취량 조절이 심혈관계 질환 예방에 더 유리하다는 것을 지지하고있다.

#### 이상지질혈증
포화 지방의 섭취는 일반적으로 이상지질혈증의 위험 인자로 간주되며, 이는 일부 유형의 심혈관계 질환의 위험인자이기도 하다.
비정상적인 혈중 지질 수준, 즉 총 콜레스테롤 수치가 높고, 트라이글리세라이드의 수치가 높으며, 저밀도 지질단백질(LDL, "나쁜" 콜레스테롤)의 수치가 높거나, 고밀도 지질단백질(HDL, "좋은" 콜레스테롤)의 수치가 낮은 것은 모두 심장 질환 및 뇌졸중의 위험 증가와 관련이 있다.
메타-분석을 통해 포화 지방과 혈장 콜레스테롤 수치 사이에 중요한 관련성을 발견했다. 많은 요인들로 인해 유발될 수 있는 총 콜레스테롤의 높은 수치는 심혈관계 질환의 위험 증가와 관련이 있다. 그러나, 총 콜레스테롤/고밀도 지질단백질(HDL) 콜레스테롤의 높은 비율과 같은 콜레스테롤을 측정하는 다른 지표들은 총 혈장 콜레스테롤보다 예측성이 높다. 52개국의 심근 경색에 대한 연구에서 ApoB/ApoA1 (각각 저밀도 지질단백질 및 고밀도 지질단백질과 관련)의 비율은 모든 위험 요소들 중에서 심혈관계 질환의 가장 강력한 예측 변수였다. 심혈관계 질환에서 중요한 역할을 하는 비만, 트라이글리세라이드 수치, 인슐린 저항성, 내피 기능, 혈전생성 등과 관련된 다른 경로들이 있지만 혈중 지질 프로파일이 없으면 알려진 다른 위험 인자들은 약한 죽상동맥경화증의 영향을 나타낸다. 다른 포화 지방산들은 다양한 지질 수준에 다른 영향을 미친다.

### 암

#### 유방암
2003년에 발표된 메타 분석으로 포화 지방과 유방암 사이의 대조 실험과 코호트 연구에서 유이미한 관련성을 발견했다. 그러나 두 개의 후속 리뷰들은 포화 지방의 섭취와 유방암 발병의 위험이 약하거나 미미한 관련성이 있는 것으로 발견되었으며 교란 요인의 유병률에 주목했다.

#### 대장암
어떤 리뷰에서는 동물성 지방의 섭취와 대장암 발병률 사이의 관련성에 대한 제한된 증거를 발견했다.

#### 난소암
임상 연구의 메타 분석은 포화 지방을 많이 섭취함으로써 난소암의 발병 위험이 증가한다는 증거를 발견했다.

#### 전립선암
일부 연구자들은 미리스트산, 팔미트산 및 알파-토코페롤 보충제와 결합된 혈장 팔미트산이 용량 의존적인 방식으로 전립선암의 위험 증가와 관련이 있다고 지적했다. 그러나 이러한 연관성은 실제 원인이라기 보다는 실험군과 대조군 사이에서 이들 지방산의 섭취 또는 대사의 차이로 인한 것일 수 있다.

### 뼈
수집된 증거들은 식단에 포함된 지방의 양과 종류가 뼈 건강에 중요한 영향을 미칠 수 있다는 것을 보여준다. 이러한 증거들의 대부분은 동물 연구로부터 수집되었다. 어떤 연구의 데이터에 따르면 골밀도는 포화 지방의 섭취와 부정적인 관련성이 있으며, 남성들이 특히 취약할 수 있다.

## 식이 권장사항
포화 지방의 섭취를 줄이거나 제한하기 위한 권장사항들은 세계보건기구, 미국 심장 협회, 캐나다 보건부, 미국 보건복지부, 영국 국민 건강 서비스, 오스트레일리아 연방 보건복지부, 싱가포르 건강촉진국, 인도 정부 시민건강포털, 뉴질랜드 보건부, 홍콩 식품안전청 등에 의해 만들어졌다.
2003년에 세계보건기구(WHO)와 식량농업기구(FAO)의 전문가 협의 보고서는 포화 지방산의 섭취는 심혈관계 질환의 위험과 직접 관련이 있다고 결론을 내렸다. 기존의 목표는 포화 지방산의 섭취를 일일 에너지 섭취량의 10% 미만, 고위험군의 경우 7% 미만으로 제한하는 것이다. 만약 10% 미만을 섭취하는 경우 섭취량을 늘리지 않아야 한다. 이러한 한계 내에서 미리스트산 및 팔미트산이 풍부한 음식의 섭취는 이러한 특정 지방산의 함량이 낮은 음식으로 대체해야 한다. 그러나 일부 인구 집단의 에너지 섭취가 불충분할 수 있는 개발도상국에서는 에너지 소비가 높고 체지방 저장량이 작다(BMI <18.5 kg/m2). 지방 공급의 양과 질은 에너지 요구 사항을 충족시킬 필요성을 염두에 두고 고려되어야 한다. 코코넛기름 및 팜유와 같은 특정 포화 지방의 공급원들은 저비용으로 에너지를 제공하며 빈곤층에게 중요한 에너지 공급원이 될 수 있다.
미국 질병통제예방센터(CDC)는 2004년에 발표한 성명에서 "미국인들은 포화 지방의 섭취를 줄이기 위해 계속 노력할 필요가 있다"라고 언급했다. 또한, 미국 심장 협회의 검토를 통해 협회는 2006년의 권장사항에 따라 포화 지방의 섭취를 총 칼로리의 7% 미만으로 줄이도록 권고했다. 이것은 포화 지방의 섭취의 감소가 건강에 긍정적인 영향을 미치고 심장 질환의 유병률을 감소시킬 것으로 판단한 미국 보건복지부의 결론과 일치한다.
영국의 국민 건강 서비스는 대다수의 영국인들이 포화 지방을 너무 많이 섭취하고 있다고 주장한다. 영국 심장 재단은 또한 사람들에게 포화 지방의 섭취를 줄이도록 권고하고 있다. 사람들은 포화 지방의 섭취를 줄이고 구매한 식품의 영양성분표를 확인하는 것이 좋다.
2004년의 리뷰에서는 "특정 포화 지방산 섭취의 하한치가 안전한지 확인되지 않았다"고 밝혔으며, 개인의 생활 양식과 유전적 배경의 차이를 감안한 포화 지방산 섭취의 영향이 향후 연구에서 중점적으로 다루어져야 한다고 권고했다.
미국 영양 및 식이요법학 학회의 2010년 회의 토론에서 포화 지방의 섭취를 낮추기 위한 권고는 건강한 지방과 정제되지 않은 탄수화물의 섭취 증가를 강조하기 보다는 포화 지방의 섭취 감소에 너무 좁게 초점을 맞추고 있다는 비판을 받았다. 특히 건강에 도움이 될 수 있는 다불포화 지방의 섭취를 배제하고 비만 및 심장 질환의 위험을 증가시키는 정제된 탄수화물로 포화 지방을 대체하는 것에 대한 우려가 표명되었다. 패널들 중 어느 누구도 포화 지방의 과다 섭취를 권장하지 않았으며, 대신 심혈관계 건강에 대한 전반적인 식단의 질의 중요성을 강조했다.
미국 심장 협회는 2017년에 문헌 및 임상시험에 대한 종합적인 리뷰에서 포화 지방의 섭취를 줄이거나 단일불포화 지방 및 다불포화 지방이 함유된 식품으로 대체할 것을 권고하고, 심혈관계 질환의 위험을 30% 줄일 수 있는 식이 조절을 할 것을 발표하였다.

## 포화 지방산 분자에 대한 설명
|  |  |

미리스트산 분자(전체 분자에는 14개의 탄소 원자, 꼬리 부분에는 13개의 탄소 원자가 존재함)의 2차원 그림은 탄소 사슬 꼬리의 각 탄소 원자마다 수소 원자와 결합하고 있음을 암시하고 있다.
또한 탄소 원자는 두 직선 사이의 교차점으로 묘사되기 때문에 암묵적으로 그려지기도 한다. 포화는 일반적으로 옥텟 규칙에 의해 허용되는 바와 같이 꼬리 부분의 각 탄소 원자에 결합되는 수소 원자의 최대 수를 지칭한다. 포화는 또한 꼬리 부분의 탄소 원자들 사이에 단일 결합(시그마 결합)만이 존재한다는 것을 의미한다.

## 같이 보기
- 불포화 지방산
- 단일불포화 지방산
- 다불포화 지방산
- 트랜스 지방산
- 식품군
- 보건식
- 심혈관계 질환
- 패스트 푸드
- 정크 푸드
- 최종 당화 산물
- ANGPTL4
- 아이오딘값
- 프레이밍햄 심장 연구
- 안셀 키즈
- 데이비드 마크 헤그스테드
- 서구식 식생활
- 대사 증후군

## 더 읽을거리
- Feinman RD (October 2010). “Saturated fat and health: recent advances in research”. 《Lipids》 45 (10): 891–2. doi:10.1007/s11745-010-3446-8. PMC 2974200. PMID 20827513.
- Howard BV, Van Horn L, Hsia J, Manson JE, Stefanick ML, Wassertheil-Smoller S,  외. (2006). “Low-fat dietary pattern and risk of cardiovascular disease: the Women's Health Initiative Randomized Controlled Dietary Modification Trial”. 《Journal of the American Medical Association》 295 (6): 655–66. doi:10.1001/jama.295.6.655. PMID 16467234. 밴쿠버 양식 오류 (도움말)
- Zelman K (May 2011). “The great fat debate: a closer look at the controversy-questioning the validity of age-old dietary guidance”. 《Journal of the American Dietetic Association》 111 (5): 655–8. doi:10.1016/j.jada.2011.03.026. PMID 21515106.